# بيف هاريس
بيف هاريس (بالإنجليزية: Bev Harris)‏ هي ناشِطة أمريكية، ولدت في 1951.